# Марри, Роберт (шотландский футболист)
Ро́берт Де́йвид Ма́рри (англ. Robert David Murray; 11 июля 1916 — дата смерти неизвестна) — шотландский футболист, нападающий.

## Клубная карьера
Уроженец Ньюхейвена, Эдинбург, Роберт начал футбольную карьеру в клубе «Харт оф Мидлотиан». В основном составе «Хартс» провёл два сезона, сыграв 32 матча и забив 4 мяча.
В июле 1937 года перешёл в английский клуб «Манчестер Юнайтед» за 1600 фунтов стерлингов. Дебютировал за клуб 28 августа 1937 года в первой игре сезона против «Ньюкасл Юнайтед» на стадионе «Олд Траффорд». Не смог закрепиться в основном составе, сыграв только 4 матча в сезоне 1937/38, и в 1938 году покинул клуб.
В последний предвоенный сезон играл за «Бат Сити» и «Колчестер Юнайтед». В составе последнего стал чемпионом Южной лиги в 1939 году.

## Достижения
Колчестер Юнайтед
- Чемпион Южной лиги: 1938/39

## Статистика выступлений
| Клуб              | Сезон            | Лига | Лига | Кубок | Кубок | Итого | Итого |
| Клуб              | Сезон            | Игры | Голы | Игры  | Голы  | Игры  | Голы  |
| ----------------- | ---------------- | ---- | ---- | ----- | ----- | ----- | ----- |
| Харт оф Мидлотиан | 1935/36          | 22   | 4    | 1     | 0     | 23    | 4     |
| Харт оф Мидлотиан | 1936/37          | 9    | 0    | 0     | 0     | 9     | 0     |
| Харт оф Мидлотиан | Итого            | 31   | 4    | 1     | 0     | 32    | 4     |
| Манчестер Юнайтед | 1937/38          | 4    | 0    | 0     | 0     | 4     | 0     |
| Манчестер Юнайтед | Итого            | 4    | 0    | 0     | 0     | 4     | 0     |
| Колчестер Юнайтед | 1938/39          | 21   | 4    | 0     | 0     | 21    | 4     |
| Колчестер Юнайтед | Итого            | 21   | 4    | 0     | 0     | 21    | 4     |
| Всего за карьеру  | Всего за карьеру | 56   | 8    | 1     | 0     | 57    | 8     |